# Calle Blancos
Calle Blancos är en ort i Costa Rica.   Den ligger i provinsen San José, i den centrala delen av landet, i huvudstaden San José. Calle Blancos ligger 1 188 meter över havet och antalet invånare är 20 710.
Terrängen runt Calle Blancos är kuperad österut, men västerut är den platt. Terrängen runt Calle Blancos sluttar västerut. Runt Calle Blancos är det mycket tätbefolkat, med 6 711 invånare per kvadratkilometer. Närmaste större samhälle är San José, 2,6 km sydväst om Calle Blancos. Runt Calle Blancos är det i huvudsak tätbebyggt.